# クレシミル・バラノヴィッチ
クレシミル・バラノヴィチ（Krešimir Baranović、1894年8月25日 シベニク - 1975年9月15日 ベオグラード）はユーゴスラビアの作曲家、指揮者。

## 概要
クロアチア出身。ザグレブでピアノとホルンを学んだ後、ウィーン国立音楽大学で作曲を学ぶ（1912年-1914年）。1915年、ザグレブ歌劇場の指揮者となり1927年まで務める。1928年、アンナ・パヴロワバレエ団に加わり、ドイツ、オランダ、スイス、イタリア公演でバレエ指揮を執る。同年、ザグレブに戻り1943年まで同地で活動する。1943年からブラチスラヴァのスロヴァキア放送交響楽団の指揮者となり、1945年から1946年にかけては同地の歌劇場の監督を務めた。その後はベオグラードを中心に活躍、1951年から1964年までベオグラード・フィルハーモニー管弦楽団の指揮者を務めた。同時にベオグラード国立劇場でも指揮を執り、ベオグラード音楽院教授として後進の指導にも当たっている。1975年、ベオグラードで没した。

## 主な録音
1950年代半ばにデッカがベオグラードで行った一連のロシア・オペラ録音に参加、代表的な録音となっている（演奏は全てベオグラード国立劇場管弦楽団・合唱団）。
- ムソルグスキー『ボリス・ゴドゥノフ』（1954年）
- ムソルグスキー『ホヴァーンシチナ』（1954年）
- チャイコフスキー『スペードの女王』（1955年）
- リムスキー＝コルサコフ『雪娘』（1956年）

## 主な作品
- 演奏会用序曲 koncertna uvertira（1916年）
- 交響的スケルツォ simfonijski scherzo（1921年）
- Svatovac za orkestar（1922年）
- バレエ『リツィタル・サルツェ Licitarsko srce』（1924年、自身のリブレットによる代表作）
- 弦楽四重奏曲 gudački kvartet（1924年）
- バレエ『Cvijeće male Ide』 (Margareta Froman, prema Hansu Christianu Andersenu)（1925年）
- バルカンの詩 Poème balkanique za orkestar（1926年）
- バレエ組曲『リツィタル・サルツェ Licitarsko srce』suita iz baleta Licitarsko srce za orkestar（1927年）
- バリトンとオーケストラのための Z mojih bregov (Fran Galović) za bariton i orkestar（1927年）
- 喜劇オペラ『ストリジェーノ・コシェーノ Striženo-košeno』 (Gustav Krklec)（1932年）
- バレエ『Imbrek z nosom』 （1935年 自身のリブレットによる）
- シンフォニエッタ 変ホ長調 sinfonietta u Es Duru（1939年）
- 喜劇オペラ『Nevjesta od Cetinjgrada』 (Marko Fotez, prema Turci idu Augusta Šenoe) (1942.; 1951., Beograd)
- Moj grad (Vinko Nikolić) za glas i orkestar（1943年）
- Iz osame za glas i orkestar（1944年 自身の詞による）
- 管弦楽のための狂詩曲『Pjesma guslara』（1945年）
- 弦楽合奏のための交響曲 sinfonieta za gudački orkestar（1952年 1924年作曲の弦楽四重奏曲より編曲）
- バレエ『Kineska prića』  (Dimitrije Parlić, prema Der Kreidekreis Klabunda)（1955年）
- 交響詩『パン Pan, simfonijska pjesma za recitatora, soliste, mješoviti zbor i orkestar』（1957年、ミロスラフ・クルレジャの詞による）
- カンタータ『ゴラン Goran, kantata za recitatora, soliste i orkestar』（1960年、イヴァン・ゴラン・コヴァチッチの詞による）
- メゾソプラノとオーケストラのための Oblaci (Dobrica Cesarić) za mezosopran i orkestar（1963年）
- カンタータ『森よ森よ Šume, šume』 (više hrvatskih pjesnika), kantata za mješoviti zbor i orkestar（1967年）
- バリトンとオーケストラのための Na moru (Gustav Krklec) za bariton i orkestar（1973年）
- ホルン協奏曲 koncert za rog i orkestar（1973年）
- scenske glazbe za 『Tirena』（マリン・ドルジッチ）、『Dundo Maroje』（マリン・ドルジッチ）、『アンティゴネー Antigona』（ソフォクレス）、『ヘンリー四世 Henri IV.』（シェイクスピア）